# Ауэрбах, Феликс
Феликс Ауэрбах (нем. Felix Auerbach, 12 ноября 1856, Бреслау — 26 февраля 1933, Йена) — немецкий физик и математик, педагог, урбанист.

## Биография
Феликс был старшим ребёнком среди шести братьев и сестёр, из которых его младший брат Фридрих (1870—1925) стал впоследствии известным химиком. Отец, Леопольд Ауэрбах, был уважаемым врачом и профессором медицины в университете Вроцлава. Его матерью была Арабелла Ауербах, урождённая Гесс (нем. Heß). От неё он получил талант и любовь к музыке, которая сопровождала его всю жизнь.
Феликс Ауэрбах получил гуманитарное образование с 1865 по 1873 г. в гимназии Марии Магдалены его родного города. После получения аттестата зрелости он начинал уже в возрасте 16 лет учёбу в университетах во Вроцлаве, в Гейдельберге у Густава Роберта Кирхгоффа и в Берлине у Германа Гельмгольца, где в 1875 году при его поддержке получил ученую степень кандидата наук за работу «О природе вокальных звуков», работал ассистентом Оскара Эмиля Майера с 1879 года в физическом институте университета Вроцлава, с 1880 года там же, уже в качестве приват-доцента. С 1889 до его ухода на пенсию в 1927 он работал на кафедре теоретической физики в университете Йены, приняв руководство кафедрой от Эрнста Аббе, он тем не менее до 1923 года не мог получить звание профессора в силу того, что был евреем. В 1883 году сочетался браком с Анной (урожд. Зильбергляйт, 1860—1933), их брак остался бездетным. Анна занималась общественной деятельностью, была сторонницей женской эмансипации, много лет возглавляла Средне-немецкий женский союз.
Ф. Ауэрбах поддерживал тесные контакты с «Веймарским Баухаузом» (Weimarer Bauhaus) — творческим союзом художников, дизайнеров и архитекторов. Его основоположник — архитектор Вальтер Гропиус спроектировал ему и построил жилой дом в Йене. Долгие годы этот дом был культурным центром для художников и учёных, здесь Эдвард Мунк в 1906 году написал портрет Феликса Ауэрбаха. В 1995 году дом реставрировали, и теперь здесь размещён небольшой музей.
Ф. Ауэрбах окончил жизнь самоубийством вместе со своей супругой, сразу после прихода к власти нацистов в 1933 году, так как оба были евреи. В своём прощальном письме он написал, что «он заканчивает земной путь без сожалений, после почти 50-летнего, взаимно приятного сосуществования (в браке) после последней ночи полного веселья»

## Вклад в науку
В Йенском университете он специализировался по экспериментальной физике, изучал магнетизм, написал трактат по гидродинамике для Венецианской Академии наук. Он также исследовал твердость твердых материалов и в 1890 году разработал прибор для измерения абсолютной твердости.
Вместе с физиком Вильгельм Хорт (1878-1938) Ауэрбах в возрасте 70 лет составили и издали "Справочник по физике и инженерной механике", 1927-1931, 7 томов.
В дополнение к его физической работе Ауэрбах проявлял особый интерес к математике. Одна из его классических работ была "Страх математики и как её покорить", 1925.
В своей работе Ауэрбах "Закон концентрации населения" (1913) описывает закон распределения городов по размерам , который сейчас известен как закон Ципфа.

## Публикации
- «Untersuchungen über die Natur des Vocalklanges», in: Annalen der Physik und Chemie Ergänzungsbd. 8 (1877), S. 177—225.
- «Bestimmung der Resonanztöne der Mundhöhle durch Percussion», in: Annalen der Physik und Chemie 3 (1878), S. 152—157 (недоступная ссылка)
- «Tonhöhe einer Stimmgabel in einer incompressiblen Flüssigkeit», in: Annalen der Physik und Chemie 3 (1878), S. 157—160 (недоступная ссылка)
- «Zur Grassmann‘schen Vokaltheorie», in: Annalen der Physik und Chemie 3 (1878), S. 508—515 (недоступная ссылка)
- Царица мира и её тень. 2-е изд. Одесса, 1907.
- Akustik (Handbuch der Physik 2), Leipzig o.J. (2. Aufl. 1909).
- Эктропизм жизни или физическая теория жизни, Лейпциг: Wilhelm Engelmann, 1910
- Die Grundlagen der Musik. Leipzig: J. A. Barth, 1911.
- Physik in graphischen Darstellungen. Leipzig: Teubner, 1912/25.
- Die graphische Darstellung. Leipzig: Teubner, 1914.
- Die Physik im Kriege. Jena: Gustav Fischer, 1915.
- Fernschrift und Fernspruch. Die Überwindung von Raum und Zeit durch Elektrizität. Berlin: Ullstein, 1916.
- Wörterbuch der Physik. Berlin und Leipzig: Walter de Gruyter, 1920.
- Raum und Zeit Materie und Energie — eine Einführung in die Relativitätstheorie. Jena: Dürr’sche Buchhandlung in Leipzig 1921.
- Ernst Abbe. Sein Leben, sein Wirken, seine Persönlichkeit. Leipzig: Akademische Verlagsgesellschaft, 1922.
- Entwicklungsgeschichte der Modernen Physik: Zugleich eine Übersicht ihrer Tatsachen, Gesetze und Theorien. Berlin: Julius Springer, 1923.
- Das Zeisswerk und die Carl-Zeiss-Stiftung in Jena. Jena: Gustav Fischer, 1925, 5.Auflage
- Die Methoden der Theoretischen Physik. Leipzig: Akad. Verlagsges., 1925.
- Lebendige Mathematik. Eine allgemeinverständliche Einführung in die Schau- und Denkweise der niederen und höheren Mathematik. Breslau: Ferdinand Hirt, 1929.
- Семь аномалий воды. Петроград, 1919.-64 с.